# Золотогалстучная короткоклювая танагра
Золотогалстучная короткоклювая танагра (лат. Bangsia aureocincta) — вид птиц из семейства танагровых. Подвидов не выделяют.

## Распространение
Обитают всего в трёх локациях в лесах Колумбии, все они расположены вблизи массива Татама, высочайшего пика Западных Анд, находящегося в департаменте Чоко.

## Описание
Корпулентные птицы, хвост относительно короткий. Оперение чёрное, тёмно-зелёное и желтое. Голова чёрная с «золотым кольцом». На крыльях имеются окрашенные в голубой участки. Различия между самцом и самкой не так велики, но диморфизм проявляется гораздо более наглядно в ультрафиолетовом спектре.

## Биология
Информации о рационе недостаточно. Известно, что эти птицы ловили насекомых в составе смешанных групп кормящихся птиц разных видов. При этом в содержимом желудков представителей вида находили в основном фрукты.